# 古植
古植（？—？），程乡（今广东梅州市）人，清朝政治人物。
古植曾于1738年接替叶铭任福建永安县知县一职，1743由李阊权接任。